# Calendario rumi
El calendario rumi (en turco: Rumi takvim) es un sistema de fechas específico basado en el calendario juliano, pero que comienza con el año del traslado de Mahoma (la huida de La Meca a Medina, hecho denominado como "la Hégira") en el 622 d. C.. Fue oficialmente utilizado por el Imperio Otomano después de Tanzimat (1839) y por su sucesora, la República de Turquía, hasta 1926. Adoptado para asuntos civiles, es un calendario solar, asignando una fecha a cada día del año solar.

## Historia

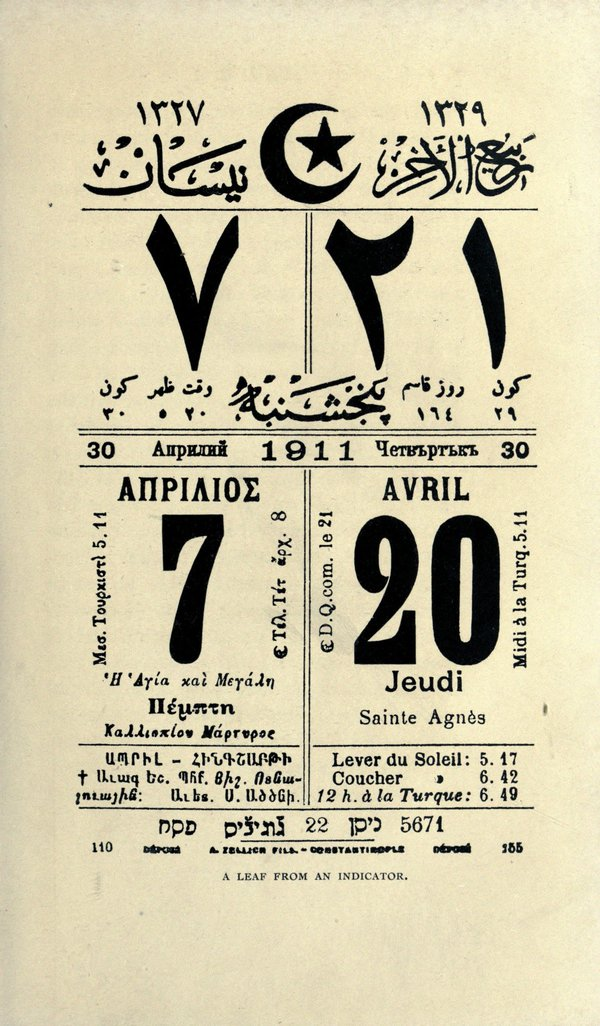
Página de un calendario otomano multilingüe de 1911:
• La esquina superior izquierda muestra la fecha de rumi en turco otomano: año 1327, 7 Nisan (٧ نیسان ١٣٢٧).
• La misma fecha juliana (7 de abril, ΑΠΡΙΛΙΟΣ 7) y día (jueves, Πέμπτη) aparece a continuación en griego con el año AD 1911.
• Junto a eso está la fecha gregoriana (20 de abril, "AVRIL 20") y el día ("Jeudi") en francés.
• Por encima de estos dos se encuentra la fecha (30 de abril, 30 Априлий) y el día (jueves, Четвъртъкъ) en serbio.
• Bajo el griego es Armenian, leyendo abril (ԱՊՐԻԼ) y jueves (ՀԻՆԳՇԱԲԹԻ).
• La esquina superior derecha muestra la fecha islámica 21 Rebiülahir 1329 (١٣٢٩ ربيع الآخر أو ١٢).
• La fecha hebrea 22 Nisan 5671 (22 ניסן 5671) aparece en la parte inferior.

En el estado islámico del Imperio Otomano, estuvo en uso el calendario islámico religioso, en el que los días están numerados dentro de cada ciclo de fase lunar. Dado que la longitud del mes lunar no es una fracción exacta de la longitud del año tropical, un calendario puramente lunar introduce rápidamente una considerable deriva respecto a las estaciones.
En 1677, Hasan Pasha (tesorero  -en turco: Baş defterdar- del sultán Mehmed IV) propuso la corrección de los registros financieros eliminando un año ("un año de escape") cada 33 años, resultado de la diferencia entre el calendario islámico lunar y el calendario solar juliano.
En 1740 (1152 del calendario musulmán) durante el reinado del sultán Mahmud I, se adoptó marzo como el primer mes del año fiscal para el pago de impuestos y vencimiento de plazos con los oficiales del gobierno, sustituyendo al mes del calendario musulmán Muharram siguiendo la propuesta del tesorero Enıf Efend. 
Según una propuesta del Tesorero Morali Osman Efendi durante el reinado del sultán Abdul Hamid I, los usos del calendario fiscal se extendieron en 1794 a los pagos y gastos estatales para impedir los subrecostes derivados de la diferencia entre el calendario islámico y el juliano.
El calendario juliano, utilizado desde el año 1677 d. C. solo para asuntos fiscales, fue adoptado el 13 de marzo de 1840 d. C. (1 de marzo de 1256 dH), en el marco de las reformas de Tanzimat poco después de la ascensión al trono del sultán Abdülmecit I, convirtiéndose en el calendario oficial para todos los asuntos civiles, pasando a denominarse "calendario rumi" (literalmente, calendario Romano). El conteo de los años empezó con el año 622 d. C., cuando Mahoma y sus seguidores emigraron de La Meca a Medina, el mismo acontecimiento que marca el inicio del calendario islámico. Se utilizaron los meses y los días del calendario juliano, mientras que el año empezaba en marzo. Aun así, en el año 1256 dH la diferencia entre el Hijri y los calendarios gregorianos quedó fijada en 584 años. Con el cambio del calendario lunar al calendario solar, la diferencia entre el calendario rumi y el juliano o el gregoriano quedó fijada en un valor constante de 584 años.
Cuando el cambio del calendario juliano al gregoriano fue finalmente adoptado en los países vecinos, el calendario rumi fue realineado al calendario gregoriano en febrero de 1917, dejando la diferencia de 584 años sin cambios. Así, el 15 de febrero de 1332 dH (febrero de 1917 d. C.), al día siguiente en vez de ser el 16 de febrero pasó a ser el 1 de marzo de 1333 dH (1 de marzo de 1917 d. C.). El año 1333 dH (1917 d. C.) tuvo solamente diez meses, pasando del 1 de marzo al 31 de diciembre. El 1 de enero de 1918 d. C. se hizo coincidir con el 1 de enero de 1334 dH. El calendario rumi se mantuvo en uso después de la disolución del Imperio Otomano durante los primeros años de la República de Turquía. El uso del año de la Hégira como referencia fue abandonado con las reformas de Atatürk por decreto el 26 de diciembre de 1341 dH (1925 d. C.), y fue reemplazado por 1926, el año de la era común. Los nombres de los meses en lengua semítico/otomana (Teşrin-i Evvel, Teşrin-i Sânî) y otomana (Kânûn-ı Evvel y Kânûn-ı Sânî) del calendario rumi tomados del calendario gregoriano turco, fueron cambiados el 10 de enero de 1945 a nombres de la lengua turca (Ekim, Kasım, Aralık y Ocak). El año fiscal de 1918 comenzó el 1 de enero.
| Meses del calendario rumi |            |                |            |      |                |
| Mes                       | Año fiscal | Turco          | Otomano    | Días | Notas          |
| 1                         | 11.º mes   | Kânûn-ı Sânî   | كانون ثانی | 31   | İkinci Kânûn   |
| 2                         | 12.º mes   | Şubat          | شباط       | 28   |                |
| 3                         | 1.º mes    | Mart           | مارت       | 31   |                |
| 4                         | 2.º mes    | Nisan          | نیسان      | 30   |                |
| 5                         | 3.º mes    | Mayoıs         | مایس       | 31   |                |
| 6                         | 4.º mes    | Haziran        | حزیران     | 30   |                |
| 7                         | 5.º mes    | Temmuz         | تموز       | 31   |                |
| 8                         | 6.º mes    | Unğustos       | اغستوس     | 31   |                |
| 9                         | 7.º mes    | Eylül          | ایلول      | 30   |                |
| 10                        | 8.º mes    | Teşrin-i Evvel | تشرین اول  | 31   | Birinci Teşrin |
| 11                        | 9.º mes    | Teşrin-i Sânî  | تشرین ثانی | 30   | İkinci Teşrin  |
| 12                        | 10.º mes   | Kânûn-ı Evvel  | كانون اول  | 31   | Birinci Kânûn  |

## Fecha dual
En el Imperio Otomano, el calendario lunar Hijri se mantiene para su uso en asuntos religiosos junto al calendario rumi. Para impedir confusión entre las fechas, ambos calendarios fueron utilizados a la vez en muchos documentos.

## Conversión entre el calendario rumi y el gregoriano
Para convertir fechas entre los dos calendarios, los periodos siguientes tienen que ser tomados en consideración:
- Corrección del inicio-del-año

Hasta el fin de 1332 dH, las fechas en los últimos 12 o 13 días de diciembre, todo enero, y febrero pertenecen al año gregoriano siguiente.
Hasta el fin de febrero de 1917 d. C., las fechas gregorianas en enero, febrero, y en los primeros 12 o 13 días de marzo pertenecen al anterior año rumi.
- Antes del 13 de marzo de 1840 d. C.

Ninguna conversión es posible, porque el calendario rumi no estuvo en uso.
- Entre el 13 de marzo de 1840 d. C. (1 de marzo de 1256 dH) y el 13 de marzo de 1900 d. C. (29 de febrero de 1315 dH)

Añadir 12 días y 584 años para encontrar la fecha gregoriana.
1900 no fue un año bisiesto gregoriano. El día después del 28 de febrero de 1900 d. C. (16 de febrero de 1315 dH) fue el 1 de marzo de 1900 d. C. (17 de febrero de 1315 dH)
- Entre el 14 de marzo de 1900 d. C. (1 de marzo de 1316 dH) y el 28 de febrero de 1917 d. C. (15 de febrero de 1332 dH)

Añadir 13 días y 584 años para encontrar la fecha gregoriana.
- En adelante del 1 de marzo de 1917 d. C. (1 de marzo de 1333 dH)

Añadir solo 584 años.
Del calendario rumi al calendario gregoriano
El incidente del 31 de marzo ocurrió el 31 de marzo de 1325 dH. Añadiendo 13 días a la fecha y 584 al año: 13 de abril de 1909 d. C.
Del calendario gregoriano al calendario rumi
Proclamación de la república en Turquía el 29 de octubre de 1923 d. C. Restar 584 años.
La fecha coincide después del 1 de enero de 1918, debido al uso del calendario gregoriano en el calendario rumi: 29 de octubre de 1339 dH.